# Guillermo Benítez
Ángel Guillermo Benítez (Buenos Aires, Argentina; 8 de diciembre de 1993) es un futbolista argentino-paraguayo. Juega de lateral izquierdo y su equipo actual es el Club Cerro Porteño de la Primera División de Paraguay.

## Trayectoria

### Argentinos Juniors
Hijo de migrantes paraguayos, Benítez comenzó su carrera en Argentinos Juniors y debutó en el primer equipo en 2013 ante Sportivo Belgrano por la Copa Argentina. En junio de 2014 fue cedido al Club Atlético Estudiantes en la Primera B Metropolitana por dos temporadas.
Benítez debutó en la Primera División de Argentina con Argentinos el 6 de febrero de 2016 ente Tigre.
El defensor formó parte del equipo que ganó el ascenso en el Campeonato de Primera B Nacional 2016-17.

### Club Guaraní
En junio de 2018, Benítez fue cedido al Club Guaraní de Paraguay, préstamo que se extendió hasta mayo de 2020, fecha en que el club compró el pase del jugador por dos años.
El 30 de junio de 2022, Benítez fue cedido al Huracán de la Primera División de Argentina.

## Estadísticas
Actualizado al último partido disputado el 28 de enero de 2023
| Club                         | Div.          | Temporada     | Liga  | Liga  | Copas nacionales | Copas nacionales | Copas internacionales | Copas internacionales | Total | Total |
| Club                         | Div.          | Temporada     | Part. | Goles | Part.            | Goles            | Part.                 | Goles                 | Part. | Goles |
| ---------------------------- | ------------- | ------------- | ----- | ----- | ---------------- | ---------------- | --------------------- | --------------------- | ----- | ----- |
| Argentinos Juniors Argentina | 1.ª           | 2012-13       | 0     | 0     | 1                | 0                | —                     | —                     | 1     | 0     |
| Argentinos Juniors Argentina | 1.ª           | 2016          | 5     | 0     | 0                | 0                | —                     | —                     | 5     | 0     |
| Argentinos Juniors Argentina | 2.ª           | 2016-17       | 36    | 0     | 1                | 0                | —                     | —                     | 37    | 0     |
| Argentinos Juniors Argentina | 1.ª           | 2017-18       | 6     | 0     | 1                | 0                | —                     | —                     | 7     | 0     |
| Argentinos Juniors Argentina | Total club    | Total club    | 47    | 0     | 3                | 0                | 0                     | 0                     | 50    | 0     |
| Estudiantes (BA) Argentina   | 3.ª           | 2014          | 11    | 0     | 1                | 0                | —                     | —                     | 12    | 0     |
| Estudiantes (BA) Argentina   | 3.ª           | 2015          | 40    | 2     | 3                | 0                | —                     | —                     | 43    | 2     |
| Estudiantes (BA) Argentina   | Total club    | Total club    | 51    | 2     | 4                | 0                | 0                     | 0                     | 55    | 2     |
| Club Guaraní Paraguay        | 1.ª           | 2018          | 13    | 1     | 0                | 0                | —                     | —                     | 13    | 1     |
| Club Guaraní Paraguay        | 1.ª           | 2019          | 31    | 2     | 0                | 0                | 2                     | 0                     | 33    | 2     |
| Club Guaraní Paraguay        | 1.ª           | 2020          | 17    | 0     | 0                | 0                | 11                    | 0                     | 28    | 0     |
| Club Guaraní Paraguay        | 1.ª           | 2021          | 25    | 1     | 0                | 0                | 3                     | 0                     | 28    | 1     |
| Club Guaraní Paraguay        | 1.ª           | 2022          | 8     | 0     | 0                | 0                | 2                     | 0                     | 10    | 0     |
| Club Guaraní Paraguay        | Total club    | Total club    | 94    | 4     | 0                | 0                | 18                    | 0                     | 112   | 4     |
| Huracán Argentina            | 1.ª           | 2022          | 9     | 0     | 0                | 0                | —                     | —                     | 9     | 0     |
| Huracán Argentina            | 1.ª           | 2023          | 1     | 0     | 0                | 0                | —                     | —                     | 1     | 0     |
| Huracán Argentina            | Total club    | Total club    | 10    | 0     | 0                | 0                | 0                     | 0                     | 10    | 0     |
| Total carrera                | Total carrera | Total carrera | 202   | 6     | 7                | 0                | 18                    | 0                     | 227   | 0     |

## Palmarés

### Títulos nacionales
| Título             | Club               | País      | Año     |
| ------------------ | ------------------ | --------- | ------- |
| Primera B Nacional | Argentinos Juniors | Argentina | 2016-17 |
| Copa Paraguay      | Club Guaraní       | Paraguay  | 2018    |